# فریده فیروزبخت
فریده فیروزبخت ریاضیدان ایرانی زاده شهر اصفهان بود. از کارهای وی می‌توان به قضیه فیروزبخت اشاره کرد.